# 渡辺浩太郎
渡辺 浩太郎（わたなべ こうたろう、1904年（明治37年）2月17日 - 1994年（平成6年）11月28日）は、日本の政治家。新潟市長、全国市長会会長。

## 経歴
新潟県中蒲原郡石山村中野山（現新潟市東区中野山）で生まれる。新潟県立新潟中学校を経て、1927年、慶應義塾大学政治科を卒業。
卒業後に帰郷し、1929年に石山村助役に就任。その後、同村会議員を務め、1943年、同村が新潟市と合併後に新潟市議会議員（就任時は新潟市会議員）となり、この間、同議長を三期務めた。
1959年5月2日、新潟市長に就任し、1975年5月1日まで市長を連続4期務めた。新潟大火・新潟地震からの復興、地盤沈下問題への対応、ガルベストン市（アメリカ合衆国テキサス州）・ハバロフスク市（ソビエト連邦）との姉妹都市提携、スポーツ音楽都市宣言などを推進した。また、1972年から3年間全国市長会会長を務めた。